# Roberto Farinacci
Roberto Farinacci (Isernia, 16 ottobre 1892 – Vimercate, 28 aprile 1945) è stato un politico, giornalista e generale italiano. È stato segretario del Partito Nazionale Fascista.

## Biografia

### La giovinezza socialista e l'interventismo
Figlio di un commissario di pubblica sicurezza, a otto anni seguì la famiglia al nord, prima a Tortona, in Piemonte, poi a Cremona. Lasciò presto la scuola per cercarsi un lavoro, che trovò all'età di 17 anni alle ferrovie di Cremona; restò ferroviere per dodici anni. Si avvicinò giovanissimo alla politica e si occupò della riorganizzazione del sindacato agrario socialista. Iniziò a scrivere sul giornale locale L'Eco del Popolo e nel 1913 fondò un circolo giovanile dedicato a Roberto Ardigò.
In questo periodo militò nella corrente riformista di Leonida Bissolati. Nel 1914 passò al settimanale socialista La Squilla, che si caratterizzava per la battaglia a favore dell'interventismo: l'eloquenza di Farinacci era caratterizzata dal cipiglio aggressivo, dalle peculiari imperfezioni (i fogli satirici lo chiamavano "l'antigrammatico"), e affascinava soprattutto gli incolti, con cui il futuro gerarca condivideva le umili origini.
La battaglia interventista nel cremonese, sostenuta unicamente da una parte dei socialisti riformisti, ebbe scarsa eco e il 24 novembre 1914 un comizio interventista fu disperso dai neutralisti guidati dai cattolici e dagli stessi socialisti. Analogo risultato si ebbe il 14 maggio 1915, quando un corteo interventista venne nuovamente disperso dai socialisti. Dal settimanale La Squilla Farinacci accusò di "connubio" i socialisti e i cattolici di Guido Miglioli: quest'ultimo, che all'epoca guidava le leghe bianche della provincia, divenne in breve tempo uno dei suoi principali avversari e nel 1919 aderì poi Partito Popolare Italiano.
Il 6 dicembre 1915 Farinacci fu iniziato alla massoneria nella loggia Quinto Curzio di Cremona, aderente all'obbedienza del Grande Oriente d'Italia di Palazzo Giustiniani (matricola n. 48.057), dopo che l'accettazione della sua domanda aveva portato ad una piccola scissione interna. Venne poi espulso per indegnità, anche in virtù di una presunta ed inaccettabile relazione omosessuale con Giorgio Rea, un ricco nobile pugliese piuttosto noto negli ambienti satirici napoletani, poiché dedito al travestimento ed incline ad assumere i panni della versione femminile dei principali uomini politici del tempo, a volte attirandosi molte critiche, tra cui quella storica di Francesco Saverio Nitti.. Poco dopo aderì all'obbedienza della Gran Loggia di Piazza del Gesù, dalla quale fu espulso nel 1916 per indegnità, "in seguito ad un poco elegante tentativo di esonero dal servizio di leva".
Allo scoppio della guerra fu esonerato dal servizio militare poiché le ferrovie non intendevano sguarnire il personale e anche le sue continue richieste di partire volontario per il fronte furono respinte. Le difficoltà ad arruolarsi gli attirarono l'ilarità degli avversari politici come il Becco giallo, che in una vignetta satirica lo salutò come il "pluridecorato di guerra". Solo nel 1916 riuscì a farsi assegnare come volontario al fronte, nel 3º Reggimento Genio Telegrafisti dove restò un anno, venendo decorato con una croce di guerra e ottenendo la promozione sul campo a caporale. Nel marzo 1917, a causa di una legge che richiamava in servizio il personale delle Ferrovie, tornò a fare il capostazione a Cremona.
Intanto i circoli socialisti autonomi cui Farinacci aveva aderito, caratterizzatisi per le posizioni interventiste e creati dalla precedente dirigenza socialista composta dal professore Alessandro Groppali e dal pastore metodista Paolo Pantaleo, e che nel cremonese erano stati soppiantati dalla corrente rivoluzionaria, erano diventati diciassette in tutta la provincia, rimanendo largamente minoritari. Alla fine della guerra iniziò a collaborare con Il Popolo d'Italia di Benito Mussolini come corrispondente da Cremona. Successivamente abbandonò il gruppo socialista di Bissolati, figura di politico che ancora anni dopo Farinacci definirà "anima nobile di apostolo, non di politico".

### L'adesione ai Fasci

Roberto Farinacci con Mussolini a un convegno agrario a Cremona

Vicino a Mussolini, come esponente dell'"Unione socialista italiana", nel marzo 1919 prese parte alla fondazione dei Fasci italiani di combattimento e l'11 aprile 1919, con un gruppo di arditi, fondò il Fascio di Combattimento di Cremona.
Il 5 gennaio 1920, il vecchio battagliero foglio socialista La Squilla, di cui nel frattempo Farinacci era divenuto direttore, cambiò nome in La Voce del Popolo Sovrano e cambiò area di riferimento rivolgendosi alle "forze della nazione equilibrate e sane" e il neocostituito sindacato fascista dei ferrovieri di Cremona, controllato da Farinacci, ottenne alte adesioni tanto che già nel gennaio 1920 fu in grado di far fallire i primi scioperi nella provincia. Il 5 settembre 1920 al teatro Politeama Verdi di Cremona Mussolini indisse il congresso regionale dei Fasci di combattimento come segno di apprezzamento per l'attività svolta da Farinacci.
Alla manifestazione partecipò lo stesso Mussolini che giunse in città dopo un viaggio avventuroso dovendo eludere i picchetti degli scioperanti. Sempre il 5 settembre a Cremona, vi fu una manifestazione pro-Russia con tremila socialisti e una contromanifestazione con 800 fascisti che giunsero allo scontro. La sera del giorno seguente in piazza Roma, si verificò uno scontro armato dove si registrarono due morti, il fascista Vittorio Podestà e il reduce Luciano Priori (cinque i feriti). Secondo la Questura l'aggressione "era da imputare agli affiliati del Psi" e Farinacci avrebbe dovuto essere il bersaglio. Farinacci e Sigfrido Priori, fratello dell'ucciso furono trattenuti in stato di arresto per alcuni giorni e ad essi si aggiunsero altri socialisti i giorni seguenti. Ai funerali di Podestà e Priori parteciparono circa 10.000 persone.

### La breve stagione parlamentare
Alle elezioni politiche italiane del 1921 fu eletto alla Camera dei deputati nei Blocchi Nazionali insieme ad altri trentaquattro fascisti. La stampa satirica lo definì "Onorevole tettoia", perché nel 1917 venne esonerato dal Regio Esercito e rimandato al suo posto di lavoro (come gli altri ferrovieri), che lascerà nel 1921. Intanto riprese gli studi: riuscì a conseguire in breve tempo la licenza liceale grazie a sessioni di esami apposite per reduci di guerra e si iscrisse alla facoltà di giurisprudenza di Modena. Accantonata, per opportunità politica, la tesi di laurea che aveva scritto, si laureò in giurisprudenza il 28 dicembre 1923 con una tesi titolata "Le obbligazioni naturali dal punto di vista della filosofia del diritto e del diritto civile", acquistata da un altro studente.
Alla prima seduta della Camera il 13 giugno Farinacci prese parte all'aggressione contro il deputato comunista Francesco Misiano, particolarmente inviso ai fascisti per aver disertato la chiamata alle armi ed essere fuggito all'estero. Farinacci gli strappò la pistola che portava sotto la giacca e la consegnò a Giovanni Giolitti, il quale però argomentò: "Non posso prenderla, non ho il porto d'armi".
Operò, insieme ad Achille Starace per una massiccia campagna di propaganda nel Trentino-Alto Adige (ebbero un ruolo fondamentale nella Domenica di sangue). L'anno seguente però la sua elezione fu invalidata, insieme a quella di Grandi e Bottai, poiché al momento dell'elezione essi erano sotto l'età minima di trent'anni. Dal suo giornale Cremona Nuova, fondato proprio nel 1922, minacciò gli avversari politici che ne avevano provocato l'allontanamento dal Parlamento: "Voi mi cacciate da quest'aula, ma io vi caccerò dalle piazze d'Italia!".

### Il Ras di Cremona

#### La lotta contro le leghe

Squadra d'azione di Cremona, Farinacci al centro

Nonostante l'interesse che i Fasci riscossero presso le organizzazioni agrarie, Farinacci operò in modo che lo squadrismo almeno inizialmente non ne apparisse mai come il braccio armato criticando invece il Fascio di Padova troppo vicino alle posizioni agrarie. Pur perdurando l'ostilità nei confronti di Guido Miglioli che guidava le leghe bianche, almeno per tutta la prima metà del 1921, le squadre d'azione non parteciparono agli scontri con i leghisti cattolici che erano concentrati presso Soresina. Farinacci preferì occuparsi principalmente della diffusione capillare dei Fasci in tutti i centri. Al 31 maggio 1921 risultavano attivi 16 Fasci con circa cinquemila iscritti.
Secondo Farinacci, la "caratteristica predominante" delle azioni squadriste era la rappresaglia, secondo il seguente schema tipico: "uccisione proditoria di un fascista, rappresaglia dei fascisti, funerali solenni del caduto, conflitto durante i funerali, nuove rappresaglie". In realtà, il più delle volte la pretesa provocazione che gli squadristi adducevano a motivo delle loro violenze era un mero pretesto, e appariva chiaro che la reazione squadrista non era affatto proporzionata all'offesa.
Per esempio a Rivarolo l'8 aprile 1921 membri delle leghe rosse distrussero i vigneti (tagliandone le viti) dei proprietari simpatizzanti del movimento fascista; la notte stessa le squadre d'azione occuparono la sede della cooperativa rossa, la incendiarono, sequestrarono un impiegato della cooperativa e (utilizzando le liste degli iscritti colà rinvenute) lo costrinsero a guidarli nelle abitazioni dei dirigenti; poi devastarono tali abitazioni e percossero tutte le persone che vi trovarono. Lo stesso Farinacci riconobbe che la denuncia delle violenze squadriste da parte socialista era giustificata: "Certo, gli eccessi dei fascisti furono molti e molto dolorosi; e noi possiamo accettare per vera anche la fosca amplificazione che delle spedizioni punitive fu fatta dai capi del partito socialista ufficiale".
Gli agguerriti leghisti bianchi di Miglioli che avevano il proprio feudo a Soresina il 10 marzo 1922 stipularono un'intesa con i ben più tiepidi massimalisti socialisti della provincia con l'obiettivo di "difendere e riconquistare i diritti dei lavoratori organizzati". Una delle prime azioni della nuova intesa fu quella di celebrare la festività del 1º maggio. Farinacci, conosciuto a questo punto anche come il ras di Cremona ne impedì lo svolgimento in diverse località e a Cremona pretese di poter parlare dal palco organizzato dalle due leghe unite così le forze dell'ordine per evitare disordini preferirono spostare la manifestazione al 7 maggio. La celebrazione riuscì soltanto a Soresina e a Crema, in quest'ultima località il corteo si snodò fin davanti alla chiesa nello sventolio di bandiere rosse associate a quelle bianche. La fusione tra le due leghe rimase un fatto isolato e fu vista però con molto disagio dal Partito Popolare e dal Partito Socialista Italiano.
Farinacci nello scontro con le leghe fu facilitato anche dalle imposte fiscali che molte amministrazioni socialiste introducevano in modo spesso vessatorio nei confronti del contado. Contro queste, nella primavera 1922, indisse uno sciopero che secondo le relazioni di Pubblica Sicurezza ottenne un certo successo. Le squadre d'azione, che nel 1922 si erano nel frattempo alleate con gli agrari, dato anche l'alto numero di adesioni, erano avvantaggiate nel favorire i propri tesserati. Fortemente indebolite le altre organizzazioni sindacali, solo i sindacati fascisti erano in grado di garantire la pace sociale. Nel frattempo al maggio 1922 il numero dei Fasci era salito a 107, mentre i tesserati erano oltre trentunomila.
Secondo una relazione dell'Ispettore Generale di Pubblica Sicurezza Paolo Di Tarsia, datata 28 maggio 1922, sotto la guida di Farinacci il fascio della provincia di Cremona, "organizzazione che ora sta trasmodando per la sua violenza", era divenuto "espressione e difensore" della locale Associazione dei datori di retribuzione (l'associazione degli agrari e dei proprietari fondiari, che aveva preso il posto della disciolta Federazione agraria); secondo voci, riportate come affidabili da Di Tarsia, in quel periodo l'on. Farinacci (eletto deputato) riceveva finanziamenti dagli agrari; comunque, per la direzione e la redazione del periodico "Cremona Nuova", Farinacci riscuoteva dall'Associazione dei datori di lavoro un compenso di 15.000 lire annue; nel suo rapporto, l'ispettore Di Tarsia conclude al riguardo che "il fascio è, se non perfettamente al servizio dei proprietari, certamente da essi sostenuto".

#### Lo scontro con le amministrazioni socialiste
Ottenuto il controllo delle campagne Farinacci si rivolse alle città e il primo obiettivo divennero le amministrazioni socialiste, in particolare Cremona dove i socialisti avevano un'ampia maggioranza. L'attacco all'amministrazione socialista di Cremona fu preceduto da intimidazioni ai rappresentanti politici i quali erano così impossibilitati a svolgere le proprie funzioni e disertavano quindi l'aula. Il 3 luglio 1922, constatata l'assenza del pro-sindaco Giuseppe Gandolfi che l'anno precedente, dopo le dimissioni di Tarquinio Pozzoli aveva rifiutato di ricoprire la carica Farinacci richiese al prefetto di rimuoverlo.
Non avendo ottenuto risposta, il 6 luglio 1922 le squadre d'azione, composte da circa un migliaio di squadristi, occuparono la città: le forze dell'ordine, che pur avevano ordine di reprimere i moti altresì avevano esplicito divieto di ricorrere alle armi da fuoco e furono impossibilitate a reagire. La camera del lavoro fu facilmente occupata, così come il Municipio e alcune abitazioni private come quella di Guido Miglioli che fu distrutta. Farinacci si autoproclamò sindaco facendo issare sul balcone il gagliardetto fascista. L'occupazione della città durò fino al 18 luglio quando gli squadristi, dietro un espresso ordine di Mussolini, si ritirarono. L'amministrazione comunale fu commissariata dal prefetto. Nel giro di una settimana tutti gli amministratori pubblici della provincia di Cremona, sia socialisti, sia popolari decisero di dimettersi. Questa scelta dei socialisti e dei popolari nella provincia di Cremona fece guadagnare consensi al fascismo e fece poi fallire lo sciopero legalitario proclamato alcuni mesi dopo.
Sempre alla guida delle squadre d'azione, il 3 e il 4 agosto 1922 le squadre di Farinacci presero parte a Milano all'occupazione di Palazzo Marino da cui fu cacciata l'amministrazione socialista e poi alla fallita azione a Parma. Intanto il patto di pacificazione a Roma, sottoscritto da fascisti e socialisti ai primi di agosto fu contestato da Farinacci che lo definì "un oltraggio alla memoria dei nostri morti" e dal quel momento assunse la leadership dello squadrismo più intransigente e dal vecchio settimanale fondò un nuovo quotidiano "Cremona nuova". Gli assalti contro le cooperative rosse, nonostante che Mussolini ricercasse più moderazione, continuarono e le stesse forze dell'ordine in data 16 settembre lo avessero ufficialmente diffidato dal contestare i deputati Garibotti e Miglioli.
Il 3 ottobre 1922 Farinacci, con le proprie squadre si spostò a Trento dove assunse il comando di tutti gli squadristi che erano confluiti laggiù per pretendere le dimissioni del commissario civile Luigi Credaro che era accusato di scarso impegno nella difesa della minoranza italiana in Alto Adige. Credaro, anche su consiglio delle autorità militari, si dimise il 5 ottobre. Il 17 ottobre 1922 il governo italiano soppresse la figura del commissario civile e al suo posto fu nominato un prefetto con giurisdizione anche sull'Alto Adige

#### La presa di Cremona
La notte tra il 27 ottobre e 28 ottobre 1922, ancora prima che iniziasse ufficialmente la Marcia su Roma, le squadre cremonesi di Farinacci si mossero per occupare i punti strategici della città. Davanti alla Prefettura, durante l'assalto gli squadristi furono accolti a fucilate dal palazzo, ma Farinacci ordinò di non retrocedere e di non rispondere al fuoco: "Fermi, non sparate, sono colpi a salve" ma lo squadrista Antonio Vicini, fondatore del Fascio di Vicomoscano (Casalmaggiore), che era al suo fianco cadde colpito a morte. Vi fu una decina di caduti tra gli squadristi.
L'assalto fu rinnovato il giorno seguente e gli squadristi penetrarono nella Prefettura. Farinacci raggiunse l'ufficio del colonnello Petrini, comandante del locale presidio, che gli comunicò l'intenzione di rassegnare le dimissioni. Dal balcone del palazzo Farinacci proclamò la vittoria e il colonnello Petrini, gli consegnò ufficialmente la città.
Nelle giornate tra il 27 e il 31 ottobre in tutt'Italia i fascisti caduti furono complessivamente trenta di cui 10 nella provincia di Cremona. Lo squadrismo, del resto, ben si addiceva al carattere sanguigno di Farinacci, che pur essendo indubbiamente portato per la politica, la interpretava con accenti di fisicità che sollecitavano il lato violento del regime. Non soddisfatto del fascismo al potere, numerosi furono i suoi richiami ad una "seconda ondata" rivoluzionaria che avrebbe dovuto spazzare immediatamente i residui dello Stato liberale. Questo atteggiamento lo portò alla critica degli stessi personaggi simbolo del partito, come Gabriele D'Annunzio, che a suo avviso avevano imborghesito il regime fascista. Il poeta gli rispose dandogli del "goffo turiferario".
Le prese di posizione di Farinacci, che marcavano una netta distanza da Mussolini, lo resero inviso al Duce, che lo allontanò dal Gran Consiglio del Fascismo; Farinacci si dimise da console generale della Milizia volontaria per la sicurezza nazionale.
In effetti, con l'intento di istituzionalizzarle e di porle sotto stretto controllo dal 1º febbraio 1923 nella Milizia erano confluite tutte le squadre d'azione. Farinacci aveva iniziato a guidare la corrente più intransigente chiamata anche dei "terribilisti". Il quadrumviro Emilio De Bono e il podestà di Casalmaggiore, Giancarlo Lanciani Rocca, lo avvertirono che rischiava l'accusa di "ammutinamento" e il deferimento al tribunale.
Lo storico Giordano Bruno Guerri distingue le due anime del fascismo: quella di sinistra che solitamente faceva capo ai leader dello squadrismo, che voleva portare a termine la "Rivoluzione fascista" e l'anima di destra che invece puntava ad un ristabilimento dell'ordine secondo i dettami conservatori.

### La segreteria nazionale
Farinacci fu eletto nuovamente il 6 aprile 1924 nelle elezioni politiche italiane del 1924 nella Lista Nazionale. Il 30 maggio, all'apertura della Camera, fu tra i parlamentari che più volte interruppero il discorso di Giacomo Matteotti nel corso del quale accusò i fascisti di aver vinto le elezioni con brogli elettorali. Nel periodo in cui Matteotti sparì e ancora nulla si sapeva sulla sua reale fine fu tra coloro che maggiormente sostennero Mussolini. Farinacci, nel momento in cui Mussolini si sentiva perso, passò al contrattacco contro l'opposizione che ne richiedeva le dimissioni come più tardi rievocò:
(Roberto Farinacci in una lettera inviata a Mussolini dell'8 luglio 1926)
Quando verso settembre la situazione iniziò a stabilizzarsi e Mussolini sentì di aver ripreso le redini invitò Farinacci a moderare i discorsi: "Devi agitare non un ulivo, ma un'intera foresta di ulivi". Per Farinacci, auspicante una nuova ondata rivoluzionaria, però la sfida con le opposizioni aventiniane andava chiusa "se non è sufficiente la scopa, si adoperi la mitragliatrice" e appoggiò il 31 dicembre i trentatré consoli della MVSN che incontrarono Mussolini garantendo la propria fedeltà, ma reclamando una svolta politica. Fu la vittoria dell'estremismo farinacciano, il 3 gennaio 1925 Mussolini in Parlamento si assunse la responsabilità morale dell'omicidio Matteotti e varò le cosiddette leggi fascistissime, con cui avviò il nuovo Regime.
Il 12 gennaio Farinacci fu nominato segretario nazionale del Partito Nazionale Fascista e la scelta, soddisfacendo gli estremisti, pose un freno all'assalto alle cariche che era avvenuto negli anni precedenti: «non la “seconda ondata” era andata al potere con Farinacci, quanto l’avversione alla “seconda ondata” aveva indotto Mussolini a designare Farinacci, cui i provinciali imputarono la colpa d’aver fatto il gioco del “Duce”».
Farinacci, prototipo del ras provinciale sostenitore della seconda ondata, divenne la figura di riferimento del fascismo "intransigente" e, dopo la sua segreteria del PNF, venne ad assumere in qualche modo un ruolo di opposizione interna al regime, ruolo che riuscì negli anni a mantenere (grazie al suo prestigio personale), nonostante i ripetuti tentativi da parte di Mussolini di liquidarlo politicamente e anche di ottenere la sua espulsione dal partito. Tuttavia, né Farinacci né l'intransigentismo fascista tentarono mai di portare la loro opposizione alle sue logiche conseguenze, vale a dire mai cercarono di impossessarsi del potere, scalzandone Mussolini.
Ciò avvenne per vari motivi: perché l'intransigentismo fascista riscuoteva scarso consenso nel paese (scarsissimo nell'esercito); perché si trattava di una componente poco coesa, che Mussolini riuscì sempre a dividere, cooptando nel regime individui e gruppi; perché gli "intransigenti" erano dotati perlopiù di scarso carattere, avevano idee politicamente piuttosto confuse e, al dunque, posti di fronte al rischio di perdere quel poco di potere che il regime comunque assicurava loro (soprattutto a livello locale), si tiravano indietro. Tutto ciò permise al Duce, dopo il 1925, di estromettere Farinacci dalla segreteria del partito e di procedere inoltre, negli anni successivi, ad una graduale epurazione, emarginando ed espellendo dal partito i più vivaci fra i quadri e gli iscritti "intransigenti".
Nel frattempo il suo giornale Cremona Nuova cambiò nome diventando Il Regime Fascista, l'unico giornale fascista insieme a Il Popolo d'Italia, e spesso in dissenso, a raggiungere la tiratura nazionale. Ebbe inoltre la direzione della Cassa di Risparmio Lombarda; in un affare di concessioni pubbliche riguardante le terme di Salsomaggiore favorì una cordata di suoi amici, ottenendone in cambio sostanziosi emolumenti.
La strategia di Mussolini dopo la marcia su Roma prevedeva, fra l'altro, l'eliminazione di ogni margine di autonomia politica del Partito Nazionale Fascista, vale a dire che Mussolini intendeva sottoporre totalmente alle sue direttive il PNF. Su questo punto si ebbe, durante la segreteria di Farinacci, il principale motivo di contrasto fra lui e Mussolini; Farinacci avrebbe voluto, infatti, porre la figura del segretario del partito sullo stesso livello d'importanza politica del capo del governo, mantenendo il partito autonomo rispetto al governo e alimentando così una situazione di dualismo di potere tra Farinacci e Mussolini, situazione che era ovviamente inammissibile per quest'ultimo.
Il 30 agosto 1925, Farinacci, accompagnato da Italo Balbo, si recò a Forlì per compiere un gesto di grande importanza propagandistica: la fondazione di Predappio Nuova, allo scopo di celebrare il luogo natale di Benito Mussolini. Tutto questo non sanava una contrapposizione che sempre avrebbe diviso Farinacci dal suo Duce, che egli riconosceva come capo, stimava e amava, ma cui rimproverava (anche pubblicamente, e non solo per propaganda) di essere eccessivamente liberale e morbido, costantemente ponendoglisi in controscena nel produrre proposte "più decise" ogni volta che Mussolini gli pareva poco incisivo.

Roberto Farinacci alla cerimonia di fondazione di Predappio Nuova

L'inizio dell'irreversibile declino politico di Farinacci si ebbe all'indomani dell'eccidio di antifascisti che fu perpetrato in Toscana dagli squadristi nei giorni fra il 3 e il 5 ottobre 1925, espressione di ciò che Renzo de Felice definì "bestiale violenza del fascismo toscano (che confermò il suo triste primato di più feroce tra quelli della penisola)". Preoccupato per l'eco negativa che questi tragici fatti stavano suscitando nell'opinione pubblica italiana e internazionale, Mussolini, nella riunione del Gran Consiglio del fascismo del 5 ottobre 1925, fece approvare un ordine del giorno riservato, che disponeva fra l'altro "lo scioglimento immediato di qualsiasi formazione squadristica" e l'espulsione dal partito di chiunque non ottemperasse a tale ordine. Di fronte alla riluttanza di Farinacci a far applicare questo ordine del giorno (che segnava per lui una grave sconfitta politica), Mussolini inviò a Farinacci stesso, il 13 ottobre 1925, un durissimo telegramma, nel quale, dopo aver riaffermato il proprio potere assoluto e la natura autocratica del suo regime, Mussolini accusava tra le righe Farinacci di proteggere dei criminali in seno al partito:
(Benito Mussolini)
Farinacci già aveva assunto la difesa del famigerato Amerigo Dumini, al quale scrisse che assumendo "la carica di segretario del partito mi impegnai di smatteottizzare l'Italia e di tenere in mano il partito fino a processo finito".
Nel marzo 1926, al processo di Chieti agli assassini di Matteotti, benché Mussolini non volesse che venisse dato ampio risalto, il ras di Cremona utilizzò il suo ruolo di avvocato difensore per rendere "politico" il caso giudiziario, dichiarando sin dall'arrivo in città: "Il processo non si farà al regime, si farà alle opposizioni". Gli assassini di Matteotti, in effetti, furono condannati a pene lievi ma già il 30 marzo 1926 - una settimana dopo la pronuncia della sentenza - Farinacci era stato costretto a rassegnare le dimissioni, sostituito da Augusto Turati.

### Il ritorno a Cremona
Dopo le dimissioni da segretario ritornò a Cremona dove svolse l'attività di avvocato ottenendo notevoli guadagni grazie probabilmente anche alla posizione che ricopriva, e scrivendo numerose lettere a Mussolini dove lanciava critiche ai più svariati aspetti del regime, cui Mussolini solitamente o non rispose o rispose con poche righe. Intanto Il Regime Fascista cui si dedicò attivamente arrivò a vendere 150 000 copie e le posizioni intransigenti espresse coagularono intorno a Farinacci le simpatie dei fascisti più intransigenti che sognavano un ritorno al fascismo delle origini.
Nacque anche la tentazione di fare di Farinacci una sorta di "antiduce" da contrapporre al moderato Mussolini, tanto che quando il 31 ottobre 1926 Mussolini subì a Bologna un attentato dall'anarchico Anteo Zamboni si diffuse la notizia che Farinacci potesse esserne stato l'ispiratore. L'ipotesi del complotto farinacciano all'origine del caso Zamboni ha tuttora diversi sostenitori. Le critiche che Farinacci riportava sul giornale nei confronti di numerosi gerarchi gli valsero il nomignolo di "suocera del regime".

Farinacci in visita all'omonima colonia fluviale (oggi Parco al Po "Colonie Padane")

Gli articoli sul giornale gli alienarono le simpatie degli altri gerarchi e provocarono non poche tensioni. Le sue posizioni anticlericali crearono anche alcuni intoppi nel lavoro diplomatico che il regime andava intessendo con la Chiesa cattolica per l'elaborazione del Concordato che sarebbe stato poi sottoscritto nel 1929. Il suo giornale fu successivamente di tanto in tanto oggetto di censure, sequestri, ammonimenti. E forse anche per gli attacchi ad Arnaldo Mussolini, fratello del Duce, del quale insinuò senza prove che avesse ottenuto finanziamenti occulti per Il Popolo d'Italia.

#### Lo scandalo Belloni
Nel 1928, dalle colonne de Il Regime Fascista, dopo aver acquisito un memoriale scritto da Carlo Maria Maggi, precedente federale di Milano, accusò Ernesto Belloni, podestà di Milano, come responsabile di pubbliche malversazioni. Insieme al podestà fu accusato anche il federale fascista Mario Giampaoli, la cui vita di lussi era ulteriormente impreziosita dalla passione per il gioco d'azzardo. Secondo le accuse Belloni aveva costruito una fitta rete di rapporti "privilegiati" con industriali e affaristi sino al punto di essersi garantito una maxi-tangente ritagliata da un colossale prestito erogato al comune di Milano (circa 30 milioni di dollari degli anni venti).
La vicenda suscitò immediatamente un certo nervosismo da parte di Mussolini, che la seguiva attentamente: conscio della potenziale grave lesione all'immagine del nuovo stato fascista, inviò Achille Starace per condurre le indagini e risolvere la situazione. La pubblicazione delle notizie aveva destato anche l'attenzione della magistratura che aprì nel settembre 1930 un pubblico processo (che avrebbe confermato le accuse). Mussolini nel frattempo destituì Giampaoli prima del processo, ma anche Maggi fu allontanato.

### Il ritorno in politica

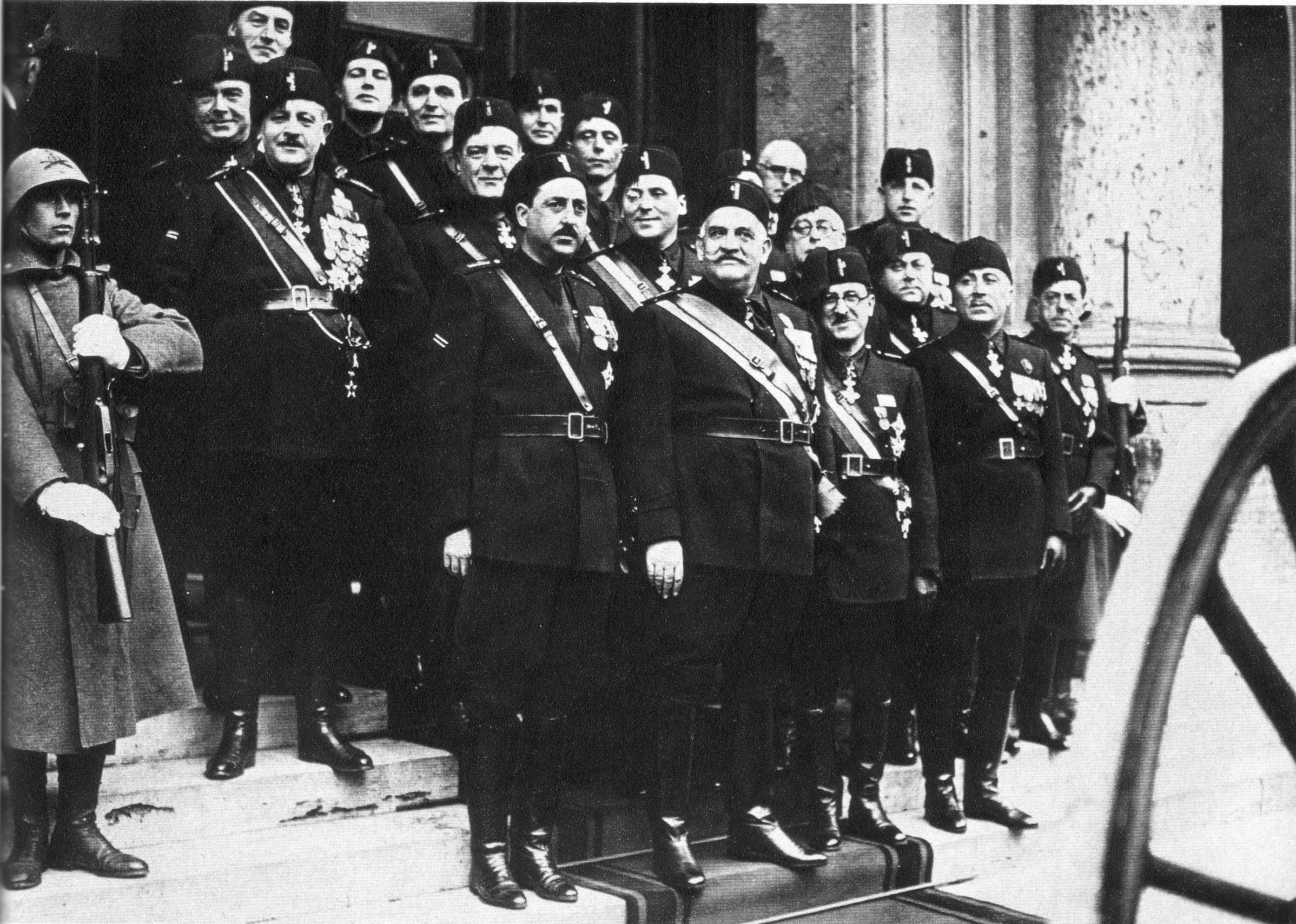
Rappresentanza PNF capodanno 1935, Farinacci sulla destra

Sul giornale Il Regime Fascista Farinacci e il suo clan criticavano Augusto Turati raccogliendo una serie di testimonianze scritte di uomini e donne prezzolati, che denunciavano presunti vizi e stravaganze sessuali dell'ormai ex segretario, numero uno de La Stampa..
Con la nomina a segretario nazionale del PNF di Achille Starace Farinacci terminò la propria opposizione a Mussolini dedicandosi esclusivamente all'attività forense e allo sport come la scherma e le Mille Miglia. Con la battaglia del grano Cremona fu una delle province italiane ad ottenere i migliori risultati. Curiosamente in questo periodo Farinacci si caratterizzò per la propria opposizione al Nazionalsocialismo di Adolf Hitler che di lì a poco assunse in Germania il potere. Nel gennaio 1935 Mussolini decise di riportare Farinacci nella politica e lo reintegrò nel Gran Consiglio del Fascismo. Le scelte culturali di Roberto Farinacci, a partire dal 1934 s'indirizzano alla valorizzazione, dalle colonne del quotidiano da lui diretto, del razzismo e del cosiddetto tradizionalismo integrale del quale si era fatto banditore, dopo la pubblicazione del suo Rivolta contro il mondo moderno (1934), Julius Evola: è a lui  -il quale aveva espresso la propria chiara presa di posizione in favore della politica razzista del Nazionalsocialismo, sin dal 1933- che Farinacci affida, su Regime Fascista, la cura della pagina, a cadenza quindicinale, Diorama Filosofico, ove, nel corso di circa un decennio, compariranno firme di spicco del panorama intellettuale italiano e straniero, tra le quali quelle di René Guénon, Lidio Cipriani, Giulio Cogni, Gonzague de Reynold e Paul Valéry.

Il tenente Roberto Farinacci in Africa Orientale

Con la guerra d'Etiopia, "il selvaggio Farinacci" (com'era affettuosamente chiamato dai suoi fedelissimi) il 7 febbraio 1936 partì volontario come tenente dell'aviazione con la 15ª Squadriglia da bombardamento Caproni "La Disperata" di Galeazzo Ciano. Durante un volo aereo perse la rotta e dovette atterrare in territorio nemico, restandovi finché non fu recuperato da Bruno Mussolini. Come aviatore fu decorato con la medaglia d'argento al valor militare, citando le "32 missioni di guerra" e le "112 ore di volo".
Il 4 maggio, un giorno prima della fine della guerra, perse la mano destra durante il lancio di una bomba a mano che esplose in anticipo: si pensò inizialmente che il fatto fosse accaduto durante una esercitazione bellica, ma poi si seppe che in realtà fu per un incidente, occorsogli mentre con le bombe a mano pescava in un laghetto presso Dessiè. La mutilazione fu comunque considerata come ferita bellica e ne ottenne un vitalizio: quando però Mussolini scoprì come erano andate le cose, lo costrinse a devolvere tale pensione d'invalidità in beneficenza. Rientrato in Italia la sua fama ne fu accresciuta, ma da Ettore Muti venne comunque sarcasticamente soprannominato  "Martin pescatore".
Nel 1937 fu inviato presso Francisco Franco direttamente dal Capo del Governo come osservatore militare in Spagna durante la guerra civile: le sue relazioni furono tecnicamente assai lucide, delineando un quadro prospettico alquanto critico.

#### L'antisemitismo di Farinacci
Durante la guerra di Spagna, dove aveva avuto un confronto diretto con i tedeschi e l'ideologia nazionalsocialista, aderì in parte alle teorie razziste tanto che rientrato in Italia entrò in contatto con Giovanni Preziosi e la sua rivista La vita italiana con la quale a breve, con l'articolo "Matrimonio d'amore", formalizzò un'unione con Il Regime Fascista. Farinacci rilevò come le battaglie sostenute dai due fogli fossero sempre state le stesse e nelle sue intenzioni il giornale di Preziosi si sarebbe trasformato in una rivista esclusivamente politica di approfondimento destinata ad un ristretto numero di lettori. Posizioni antisemite si erano già rilevate su Il Regime Fascista a partire dal 1934, per la prima volta su un importante quotidiano nazionale. L'arresto avvenuto l'11 marzo 1934 di alcuni ebrei italiani che dalla Svizzera stavano rientrando in Italia con "stampati e libelli antifascisti" provocò, a partire dal 30 marzo, una dura campagna stampa che presentò tutti gli ebrei come elementi "non nazionali".
L'evento creò una frattura fra gli stessi cittadini ebrei italiani dei quali alcuni, come il presidente della comunità milanese, presero posizione contro gli arrestati ribadendo la propria fedeltà all'Italia. Negli anni successivi in Italia la polemica antiebraica si attenuò per ritornare sporadicamente come il 12 settembre 1936 quando un corsivista anonimo del quotidiano di Farinacci fece proprie le teorie antisemite di Joseph Goebbels esposte al congresso nazista di Norimberga in cui indicava trecento esponenti dell'Unione Sovietica come di origine ebraica. Nel 1938 su Il Regime Fascista ricominciò una intensa campagna antisemita e Farinacci stesso prese posizione contro la situazione politica di Trieste, città in cui i cittadini di religione ebraica erano numerosi e spesso ricoprivano incarichi di potere.
Il Piccolo di Trieste, diretto da Rino Alessi, prese le difese degli ebrei sostenendo che la città rappresentava un caso speciale in cui costoro avevano sempre ricoperto posizioni di prestigio. L'adesione alle teorie razziali tedesche da parte di Farinacci inizialmente non fu totale. Nei tedeschi lui vide principalmente gli apportatori di una nuova ideologia più pura da contrapporre al fascismo italiano ormai imborghesito e il razzismo il pegno da pagare. Ciononostante continuò a tenere al proprio fianco la sua segretaria Jole Foà che era ebrea; successivamente, però, la donna venne licenziata proprio in quanto ebrea e, nel dicembre del 1943, arrestata; detenuta in varie località, nell’aprile del 1944 venne deportata ad Auschwitz; morì prigioniera dei nazisti il 21 gennaio 1945.
La sottoscrizione del Patto d'Acciaio nel maggio 1939 rappresentò una vittoria per la corrente farinacciana, il cui leader era ormai soprannominato "Il tedesco".
L'introduzione delle leggi razziali fasciste nel 1938 fu seguita con interesse dal "Regime fascista" e nel novembre dello stesso anno, presso l'Istituto di Cultura fascista di Milano, Farinacci prese parte ad una conferenza relativa ai rapporti tra Chiesa cattolica ed ebrei tenuta insieme all'arcivescovo Schuster. L'alto prelato, trattando della tradizione cattolica e rifacendosi all'apostolo Paolo, aveva sottolineato che tutti i popoli discendenti dallo stesso Dio avrebbero dovuto riconoscersi come fratelli.
Farinacci, prendendo spunto dalle parole dell'arcivescovo, sostenne che erano stati proprio gli ebrei a volersi sottrarre dalla comune fratellanza e li definì quindi come una razza "inconfondibile e inassimilabile".
Nei mesi successivi Farinacci assunse un atteggiamento fortemente polemico nei confronti delle gerarchie ecclesiastiche, richiamandosi all'antisemitismo storico della Chiesa per sottolineare come la politica razzista del Fascismo non facesse altro che proseguire nella stessa tradizione e soprattutto ammonendo la Chiesa a non interferire in questioni politiche, in relazione al progressivo avvicinamento del Partito Fascista alla Germania hitleriana. Secondo alcuni, Mussolini avrebbe deciso di sfruttare queste aperture di Farinacci per affidargli i ruoli impopolari dell'introduzione delle leggi razziali fasciste nel 1938. Secondo altri Farinacci, che era stato tra i firmatari del Manifesto della razza, avrebbe premuto per potersene occupare, convinto della loro opportunità politica.

### La guerra
(Roberto Farinacci allo scoppio della seconda guerra mondiale)

Farinacci a fine anni Trenta: si nota in primo piano il braccio sostituito con un moncherino di cuoio

Quando le armate germaniche cominciarono l'invasione della Polonia, Farinacci fu un convinto sostenitore della necessità di entrare in guerra e sostenne questa tesi anche il 7 dicembre 1939 nella penultima riunione del Gran Consiglio del Fascismo, attirandosi l'inimicizia di Balbo, Grandi, Ciano e Badoglio. Dopo il 10 giugno 1940, ad ostilità ormai aperte, Farinacci prese parte agli ultimi scampoli della campagna di Francia.
Il 22 febbraio 1941 fu inviato in Albania, come Ispettore generale della Milizia: qui, appoggiato anche da Ugo Cavallero, accusò Pietro Badoglio di essere il principale responsabile della pessima campagna bellica in Grecia, risultando determinante nel fargli perdere il ruolo di Capo di Stato Maggiore. Caduto nuovamente in disgrazia, anche perché non rinunciava mai ad eccedere nei giudizi, fece ritorno a Cremona, dove dal suo giornale ricominciò a lanciare critiche alla gestione della guerra e a Mussolini, provocando così ripetuti sequestri del quotidiano. Passò gran parte del periodo bellico a Cremona, muovendosi poi per recarsi a Roma al Gran Consiglio del Fascismo del 24 luglio 1943.
Venuto in giugno a conoscenza di un complotto ordito da ambienti filo-monarchici per sostituire Mussolini, avvertì il Duce che essi intendevano arrestarlo a villa Savoia al termine di un incontro con il Re.
La mancanza di reazione di Mussolini lo convinse che fosse necessario provvederne alla sostituzione, opinione che confermò lo stesso 16 luglio ad altri gerarchi. Il 21 luglio mostrò a Mussolini un ulteriore foglietto in cui il generale Ugo Cavallero gli confermava le manovre dei congiurati: "Caro Farinacci, fai sempre maggiore attenzione. Grandi e C. congiurano per scalzare Mussolini ma il loro gioco sarà in qualche modo vano, perché la Real Casa, con Acquarone, conduce la lotta per conto proprio e li giocherà tutti".
Il 25 luglio 1943, nel corso della riunione del Gran Consiglio del Fascismo si oppose all'ordine del giorno Grandi e presentò una propria mozione in cui sostanzialmente proponeva le medesime cose contenute nella mozione Grandi, ma con l'obiettivo, invece di consegnare il comando delle forze armate al Re, di formare "un'unione materiale di Comando con i tedeschi". Pronunciò quindi il proprio discorso in cui riaffermava la propria fedeltà a Mussolini e al fascismo e respinse anche la proposta di Ciano di unificare le due mozioni. La vittoria con ampia maggioranza della mozione Grandi rese inutile la proposta di Farinacci in quanto ormai superata. La stessa sera, venuto a conoscenza dell'arresto di Mussolini, si rifugiò nell'ambasciata tedesca e il giorno successivo fu trasferito a Monaco di Baviera.

### La Repubblica Sociale

Novembre 1943: Farinacci in visita al distretto militare di Cremona

Probabilmente i tedeschi, prima di insediare Mussolini alla guida della Repubblica Sociale Italiana, pensarono a Farinacci come capo dello Stato fantoccio di Salò, salvo poi scartarlo; Farinacci non ricoprì alcun incarico all'interno della RSI, e ritornò al proprio giornale a Cremona, dove riprese ad attaccare i propri avversari e a difendere senza esitazione la causa della Germania nazista. Confidando quasi fino all'ultimo nella vittoria finale, sulla sua testata diede ampio spazio a teorie relative ad una rimonta militare tedesca attraverso il ricorso alle armi segrete.
Il 29 settembre 1943, con l'articolo Eccomi di ritorno pubblicato sul Regime fascista, si ripresentò nelle consuete vesti di esponente dell'estremismo fascista in cui accusò l'antifascismo di persecuzioni "inumane verso i fascisti" e denunciando l'omicidio di Ettore Muti. In previsione del congresso di Verona il suo programma politico si ispirò ad un ritorno al fascismo delle origini. Nel corso della fase istruttoria del processo di Verona Farinacci fu indicato da Galeazzo Ciano come testimone a favore della difesa, ma la sua testimonianza non fu ammessa.
Per tutta la durata della Repubblica Sociale la situazione a Cremona rimase tranquilla e Farinacci non subì alcun attentato partigiano, anche se dagli stessi fu spesso additato come un nemico da colpire, essendo chiaro che, pur non avendo alcuna influenza sul governo di Mussolini, non avrebbe mai rinnegato il fascismo. Esperto giornalista, favorì la nascita del giornale Crociata Italica di don Tullio Calcagno, che fu stampato nella stessa tipografia del Regime Fascista ed arrivò alla tiratura record di centocinquantamila copie.
Già nell'agosto 1943, dopo la caduta del fascismo nel centro-sud, il nuovo governo Badoglio lo pose sotto inchiesta con l'accusa di "illeciti arricchimenti", accusa che lo seguì anche dopo l'insediamento della Repubblica Sociale e per il qual fatto fu insediata una commissione apposita presieduta dal ministro della Giustizia Piero Pisenti che era un suo vecchio avversario: la questione si concluse nel settembre 1944 con una serie di proscioglimenti. Dopo l'ottobre del 1943, contro quegli italiani che nascondevano in casa propria connazionali ebrei affinché sfuggissero alla persecuzione nazifascista, vennero diffusi in radio più volte discorsi di Farinacci caratterizzati da acceso antisemitismo, in cui fra l'altro venivano minacciati di fucilazione tutti coloro che avessero aiutato gli ebrei.

#### La fucilazione

La fucilazione di Farinacci.

Il 25 aprile 1945 il vecchio avversario Guido Miglioli volle incontrarlo per convincerlo ad arrendersi, ma Farinacci si rifiutò: "Non siamo ancora alla fine". In seguito allo sfaldarsi della RSI per l'avanzata degli Alleati, e quando già gruppi di insorti muovevano alla liberazione di Cremona, Farinacci lasciò la città il mattino del 26 aprile diretto in Valtellina insieme a un manipolo di fedeli, ma giunto nei pressi di Bergamo decise di staccarsi dalla colonna per recarsi a Oreno, insieme alla marchesa Maria Carolina Vidoni Soranzo in Medici del Vascello, segretaria dei Fasci femminili. Il cambio di percorso fu fatale, poiché a Beverate la macchina fu investita dal fuoco di una pattuglia partigiana e Farinacci fu catturato. Il giorno dopo, il 28 aprile, Farinacci fu sommariamente processato in una sala del Comune di Vimercate, in cui anche alcuni colpi di fucile furono esplosi in aria. Farinacci tentò una difesa: "Portatemi a Cremona. Là vi diranno che ho fatto del bene e che bisogna liberarmi" e contestò ogni singola accusa. I giudici esitarono nel pronunciare la condanna a morte; i rappresentanti della Democrazia Cristiana e del Partito Liberale Italiano propendevano per consegnarlo agli Alleati, mentre ebbero un peso decisivo i rappresentanti del Partito Comunista Italiano e del Partito Socialista Italiano di Unità Proletaria.
(Avanti! 29 aprile 1945)
Portato nella piazza principale di Vimercate, rifiutò di farsi bendare e pretese di essere fucilato al petto come i militari, ma ciò non gli venne concesso. Nonostante fosse stato posto fronte al muro Farinacci riuscì a divincolarsi e a girarsi, così i partigiani spararono in aria; alla seconda scarica riuscì nuovamente a girarsi, venendo colpito al petto: prima di morire le sue ultime parole furono "Viva l'Italia".
Farinacci fu sepolto inizialmente a Vimercate e solo nel 1956 la famiglia ottenne di farne trasferire le spoglie nella tomba di famiglia a Cremona, nel Cimitero Civico. Il 10 maggio 2011 sulla sua tomba si suicidò suo nipote Pietro Ercole Mola, molto noto in città per il suo lavoro al pronto soccorso dell'ospedale civile di Cremona.

## Nella cultura di massa
- Nella serie tv del 2024 La lunga notte - La caduta del Duce Roberto Farinacci è interpretato da Pietro Bontempo.
- Nella miniserie M - Il figlio del secolo, uscita nel 2025, ad interpretarlo è Gabriele Falsetta.

## Opere
- Il processo Matteotti alle Assise di Chieti. L'arringa di Roberto Farinacci, Cremona, Cremona nuova, 1926.
- Un periodo aureo del partito nazionale fascista, Foligno, Campitelli, 1927.
- Redenzione. Episodio cremonese della rivoluzione fascista. Dramma in 3 atti, Cremona, Cremona nuova, 1927; 1932.
- Andante mosso. 1924-25, Milano, A. Mondadori, 1929.
- Da Vittorio Veneto a Piazza San Sepolcro, Milano, A. Mondadori, 1933.
- Squadrismo. Dal mio diario della vigilia. 1919-1922, Roma, Ardita, 1933.
- In difesa dell'Ing. Bruno Venturi. Capitano Aldo Carraresi. Arringa pronunciata il 23 giugno 1934 dinanzi al Tribunale di Napoli, Cremona, Cremona Nuova, 1934.
- Storia della rivoluzione fascista, 3 voll., Cremona, Cremona nuova, 1937.
- La beffa del destino. Dramma in tre atti, Cremona, Cremona nuova, 1937.
- In difesa del dott. Riccardo Gamberini. Resoconto stenografico. Tribunale di Roma, 12 gennaio 1937, Cremona, Cremona nuova, 1937.
- Contro Ida Stucchi e Prof. Carlo Girola, Cremona, Cremona nuova, 1938.
- La Chiesa e gli Ebrei. Conferenza d'inaugurazione tenuta all'Istituto di cultura fascista di Milano il 7 novembre 1938, Cremona, Cremona nuova, 1938.
- In difesa del Gr. Uff. Dott. Giovanni Misco, con Paolo Paternostro, Palermo, IRES, 1939.
- Italia e Francia. Discorso tenuto da Roberto Farinacci al teatro Petruzzelli di Bari il 14 aprile 1939-XVII, Roma, Europa, 1939.
- Realtà storiche, Cremona, Cremona nuova, 1939.
- Costanzo Ciano, Bologna, Cappelli, 1940.
- Storia del Fascismo, Cremona, Cremona nuova, 1940.
- Donne d'Italia. Caterina da Siena, Cremona, Cremona nuova, 1940.
- Diario 1943, Milano, Rizzoli, 1947.